# 愛的大追蹤
《愛的大追蹤》（英語：What's Up, Doc?）是1972年美國的一部喜劇電影，由華納兄弟製作。導演是彼得·博格丹諾維奇（Peter Bogdanovich），主演是芭芭拉·史翠珊、瑞恩·奧尼爾和馬德琳·卡恩（Madeline Kahn）。這部電影是1972年票房第三高的電影，並且被選入AFI百年百大喜劇電影。

## 劇情
音樂學家霍華德同未婚妻尤尼絲到了舊金山，此行的目的是為了得到拉雷比基金會頒發的2萬美元的獎學金。霍華德隨身攜帶的花格皮箱中裝著收集來的火城岩石標本，那是用來證明音樂起源的重要證據。他們下榻在布里斯托爾旅館。同時下榻在這家旅館的三位客人恰巧也帶著同霍華德一模一樣的皮箱，更巧的是，他們同霍華德住在同一層。接待員弗里茲對霍斯金斯太太皮箱中的貴重珠寶起了不良居心，他同私家偵探哈里勾結在一起，準備侍機下手。史密斯先生的皮箱中裝著政府的秘密文件，間諜瓊斯費盡心機得要把這些文件搞到手。第三個是霍華德的追求者米迪，她追踪心愛的人來到此地，她的皮箱裡裝滿了各種內衣。故事就圍繞著這4個皮箱展開，懷著各種目的來到此地的各路人馬為達到目的，各展其才，在旅館裡不斷掀起風波，上演了一齣齣鬧劇。

## 外部連結
- 互联网电影数据库（IMDb）上《What's Up, Doc》的资料（英文）
- AllMovie上《What's Up, Doc?》的资料（英文）
- 美国电影学会目录上的《愛的大追蹤》（英文）
- 爛番茄上《愛的大追蹤》的資料（英文）
- TCM电影资料库上《What's Up, Doc?》的资料（英文）